# 隆巴赫河 (伊爾菲斯河支流)
46°53′44″N 7°54′30″E / 46.89554°N 7.90831°E
隆巴赫河是瑞士的河流，位於該國中部，流經盧塞恩州，屬於伊爾菲斯河的右支流，河道全長6.6公里，流域面積13.6平方公里，河畔城鎮有埃朔爾茨馬特。